# Ha-201
El Submarino Clase Ha-201(波第二〇一型潜水艦, Ha Dai-201-gata Sensuikan) fue un submarino pequeño de alto rendimiento construido por la Armada Imperial Japonesa durante 1945.La designación de esta era Submarino de Alto Rendimiento y tamaño Pequeño (潜高小型, Sen Taka-Ko gata).

## Construcción
El nombre del proyecto era S61.A mediados de 1944, la marina empezó a diseñar un submarino pequeño de gran rendimiento y alta velocidad al que le dio la designación de STS.Los Sentaka-Ko fueron construidos deprisa para la defensa desesperada de las costas japonesas en la inminente Batalla de Japón que se acercaba, pero de los 80 planeados solo 9 fueron terminados antes del fin de la guerra, las prácticas de tripulación nunca se terminaron, y el modelo nunca fue visto en combate.
- Datos: Q2519533
- Multimedia: Ha-201 class submarine / Q2519533